# أمورزيت
أمورزيت (بالروسية: Амурзет) هي مدينة في مقاطعة الأوبلاست اليهودية الذاتية في روسيا.